# Zostera nigricaulis
Zostera nigricaulis är en bandtångsväxtart som först beskrevs av J.Kuo, och fick sitt nu gällande namn av Surrey Wilfrid Laurance Jacobs och Les. Zostera nigricaulis ingår i släktet bandtångssläktet, och familjen bandtångsväxter. IUCN kategoriserar arten globalt som livskraftig. Inga underarter finns listade.